# Беренс, Хеннес
Хеннес Беренс (нем. Hennes Behrens; род. 19 января 2005, Франкфурт-на-Майне, Гессен) — немецкий футболист, защитник клуба «Хоффенхайм».

## Клубная карьера
Беренс — воспитанник клубов «Дармштадт 98» и «Хоффенхайм». В 2024 года игрок дебютировал за дублирующий состав последних. 30 января 2025 года в поединке Лиги Европы против бельгийского «Андерлехта» Хеннес дебютировал за основной состав. 2 февраля в матче против «Байер 04» он дебютировал в Бундеслиге.